# تصنيف الجامعات والكليات

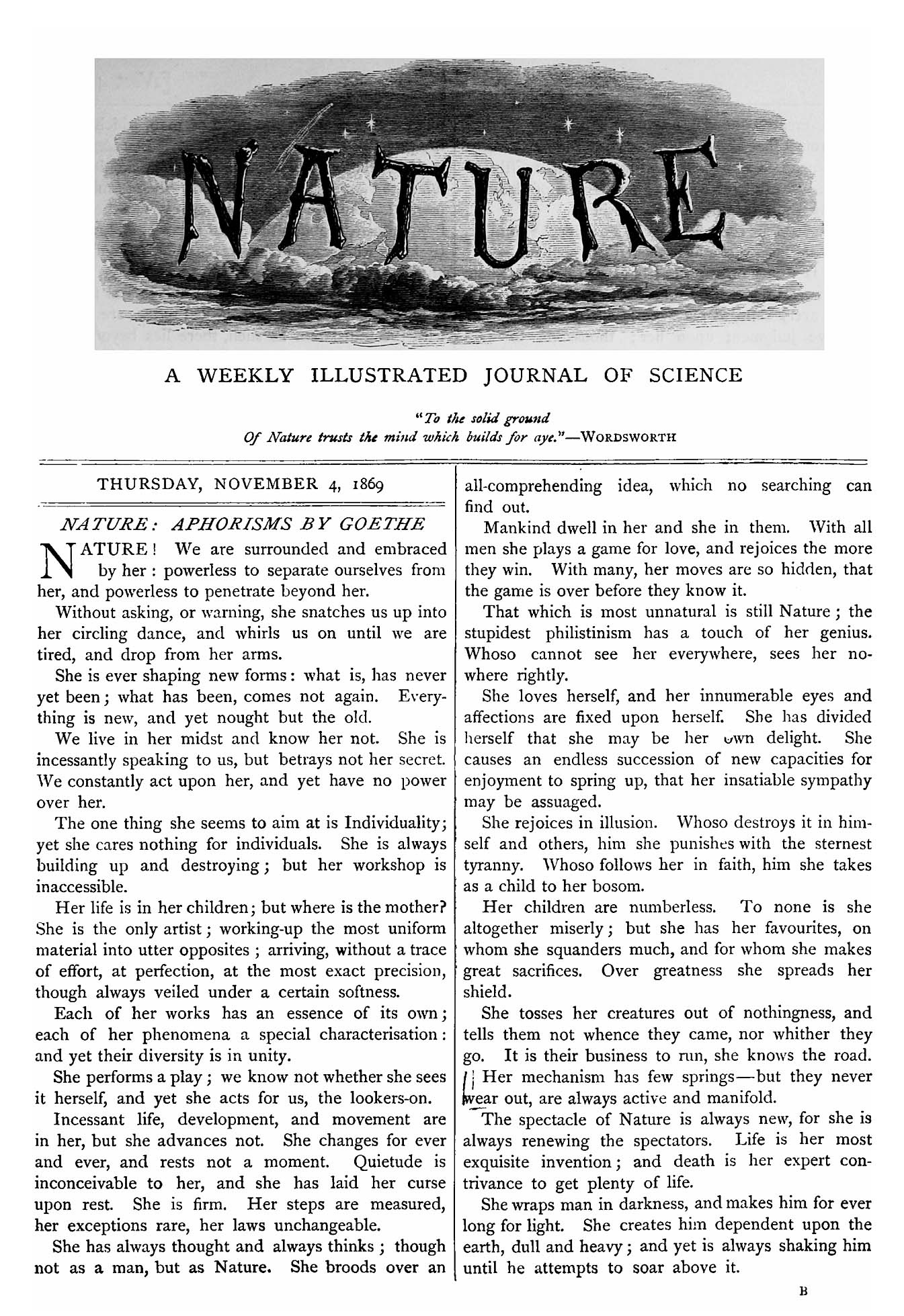

ترتيب الجامعات في مستويات أكاديمية (علمية أو ادبية) هذا الترتيب قد يعتمد على مجموعة من الإحصائيات أو استبيان يوزع على الدارسين والأساتذة وغيرهم.
هناك ترتيب لمرحلة بكالوريس ومرحلة الدراسات العليا حيث الأول يعتمد غالبا على جودة التعليم والثاني على مستوى البحث العلمي.

## التصنيفات العالمية للجامعات

### تصنيف جامعة شنغهاي
تصنيف شنغهاي العالمي للجامعات والذي يعرف ب “التصنيف الأكاديمي لجامعات العالم” (ARWU):
يعتمد تصنيف شنغهاي على الأداء فيما يتعلق بالبحوث العلمية. حيث ان معايير التصنيف هي:
- مرور الحائزين على جوائز نوبل سواء من خلال الدراسة أو التدريس (20 بالمائة من العلامة الممنوحة)
- نجاح الخريجين (10 بالمائة)
- حجم الدراسات والأبحاث المنشورة في مجلتي «ناتشر» و«ساينس» البريطانيتين (20 بالمائة)
- نسبة الإشارة إلى تلك البحوث والجامعات في وسائل الإعلام والمجلات العلمية (20 بالمائة)
- نسبة الإشارة إلى الباحثين في السنوات الخمس الأخيرة (20 بالمائة)
- الأداء الأكاديمي (10 بالمائة)

ويرتب فقط أول 500 جامعة على مستوى العالم.

حيث انه التصنيف الأكثر اعتمادا على مستوى العالم

### تصنيف مجلة التايمز للتعليم العالي
هو تصنيف تقوم من خلاله مجلة التايمز بتصنيف أفضل 100 جامعة في العالم وذلك وفق للمعايير التي تعتمدها المجلة
وهي أيضا تقوم بتصنيف أفضل 100 جامعة لم يمر على نشئتها خمسين عام... كما يعتبر هذا التصنيف من أكثر التصنيفات المعتمدة عالميا

### تصنيف كواكواريلي سيموندس QS
مؤسسة Quacquarelli Symonds Limited :
(QS) هي مؤسسة غير ربحية مقرها الرئيسي لندن ولها فروع منتشرة حول العالم حيث تأسست عام 1990 وبدأت عملها كمصنِف منذ العام 2004
تصنف أفضل 800 جامعة في العالم وذللك وفقا للمعايير التالية:
- السمعة الأكاديمية بنسبة 40% من إجمالي التصنيف،
- نسبة الطلبة لأعضاء هيئة التدريس بنسبة 20%،
- الأبحاث المنشورة لأعضاء هيئة التدريس ومعدل النشر واستشهادات الباحثين في العالم بالأبحاث المقدمة من الباحثين والأكاديميين في الجامعة بنسبة 20%
- استطلاع آراء جهات التوظيف من مؤسسات وشركات حول أداء وجاهزية خريجي الجامعة بنسبة 10%،
- النسبة التي تتيحها الجامعة للطلاب الأجانب حول العالم 5%،
- نسبة أعضاء هيئة التدريس الاجانب في الجامعة بنسبة 5%

### تصنيف الويبومتركس Webometrics
يصدر هذا التصنيف عن المركز الأسباني لتقييم الجامعات والمعاهد CSIC
هو ترتيب يغطي أكثر من 12000 جامعة ومعهد عالي على مستوى العالم 
يعتمد على قياس أداء الجامعات من خلال مواقعها الالكترونية ويمكن اعتباره تصنيف لموقع الجامعة الإلكتروني.

## تصنيفات اقليمية ومناطقية
تصنيف احسن الجامعات في الدرسات العليا
1- جامعة الأمريكية
2- جامعة الألمانية
3- الاكاديمية البحرية لعلوم التكنولوجيا والنقل البحرى
4- جامعة القاهرة
5- جامعة عين الشمس

### الاتحاد الأوروبي
قامت المفوضية الأوروبية بوضع 22 جامعة من حيث أكثر الجامعات تأثيرا علميا وعدد الابحاث العلمية المنشورة من الجامعة.

### ايرلندا
تقوم الساندي تايمز بتصنيف للجامعات.
بعض المعايير:
1. متوسط درجات الثانوية 2. متوسط من يكملون التعليم 3. نسبة الطلاب للمدرسين 4. تأثير البحث 5. جودة السكن الطلابي
ومرافق الرياضة

### بريطانيا
تقوم وكالة Quality Assurance Agency for Higher Education بتقييم جودة التعليم في الجامعات البريطانية.

### الولايات المتحدة
تصنيف مجلة أخبار الولايات المتحدة وتقرير العالم 
مجلة أخبار الولايات المتحدة وتقرير العالم تقوم بعمل ترتيب سنوي وهو (U.S. News & World Report College and University rankings) هو تصنيف موجود في الولايات المتحدة منذ العام 1983. ويكتب حسب معلومات تجمعها من الجامعات والمعاهد باستخدام استبيان يرسل للجامعة أو من موقع الجامعة. يعتمد كذلك على أمور أخرى.

### العالم العربي
- التصنيف العربي للجامعات.